# سايلنت هيل: شاترد ميموريز
سايلنت هيل: شاترد ميموريز (بالإنجليزية: Silent Hill: Shattered Memories)‏ (أي:" التل الصامت: الذكريات المحطمة ") هي لعبة فيديو من نوع رعب البقاء من تطوير Climax Studios ومن إنتاج وتوزيع شركة كونامي اليابانية. صدرت سنة 2009 على أجهزة بلاي ستيشن 2، و‌بلاي ستيشن بورتبل و‌نينتندو وي. اللعبة تنتمي إلى سلسلة ألعاب « سايلنت هيل »، وهي إعادة للجزء الأول من السلسة مع أحداث جديدة وشخصيات جديدة.

## القصة
هاري ماسون في بحثه المضني عن ابنته شيريل التي اختفت في مدينة «سايلنت هيل» بعد تعرضهما لحادثة سير على مدخل المدينة.لكن مع تطوراللعبة سيكتشف حقائق جديدة عن ماضيه وهويته، مما سيضعه في موقف مربك بين الرغبة في البحث عن حقيقته وبين ضروره البحث عن ابنته المفقودة...

## نظام اللعب
تعتبر اللعبة ثورة جديدة في السلسلة: من جهة أولى لأنه أصبح من المستحيل قتل الوحوش عكس الأجزاء السابقة، ومن جهة أخرى أصبح لكل ما يقوم به اللاعب نتائج على تطور أحداث اللعبة، ويمكن ملاحظة ذلك في بداية اللعبة أثناء الحوار النفسي، حيث ان لكل جواب يقدمه الاعب تأثير مباشر على بيئة المدينة.

## وصلات خارجية
- سايلنت هيل: شاترد ميموريز على موقع IMDb (الإنجليزية)

- الموقع الرسمي